# Francisco Ballesteros

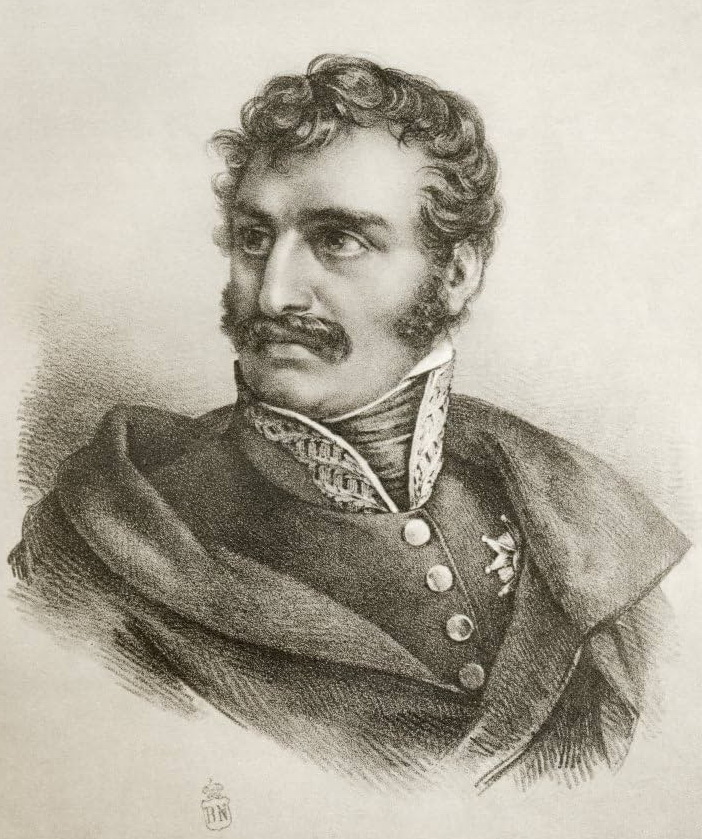
Francisco Ballesteros

Francisco Ballesteros (* 1770 in  Saragossa; † 29. Juni 1832 in Paris) war ein spanischer General.
Er focht 1793 gegen die Franzosen. 1804 wurde er wegen angeblicher Verfehlungen  seines Dienstes enthoben, aber von Manuel de Godoy als Chef der Zollämter in Asturien wieder angestellt.
Bei der Invasion der Franzosen 1808 erhielt er von der Junta von Asturien ein Regiment, das er Blake und Castaños zuführte, und focht dann mehrere Jahre erfolgreich im südlichen Spanien. Als er sich nach Ernennung des Herzogs von Wellington zum Oberbefehlshaber der spanischen Truppen weigerte, unter demselben zu dienen, wurde er nach Ceuta versetzt.
Bald zurückgerufen, befehligte er längere Zeit ein Korps in den Gebirgen von La Ronda, wurde 1811 Generalleutnant und 1815 Kriegsminister Ferdinands VII. Durch die klerikale Hofkamarilla gestürzt, wurde er 1816 mit halbem Gehalt nach Valladolid verwiesen.
Bei Ausbruch der Revolution von 1820 nach Madrid zurückgerufen, bestimmte er den König zur Annahme der Verfassung von 1812, wurde Vizepräsident der provisorischen Junta und erwarb sich durch Schließung der Inquisitionskerker und Herstellung munizipaler Freiheiten große Verdienste.
Durch den Sieg über die Königliche Garde (Guardia Real) am 7. Juli 1822 verhinderte Ballesteros den Umsturz der Verfassung. 1823 befehligte er gegen die Franzosen in Navarra und Aragonien, musste aber am 21. August 1823 bei Caporla kapitulieren und sich der Regentschaft zu Madrid unterwerfen. Als am 1. Oktober des Jahres Ferdinand VII. alle Akte der konstitutionellen Regierung für ungültig erklärte und zugleich alle Beamten und Offiziere derselben absetzte, zog sich Ballesteros nach Cádiz zurück, von wo er, da ihn die Amnestie 1824 ausdrücklich ausschloss, auf einem englischen Schiff floh. Seitdem in Paris lebend, starb er dort am 29. Juni 1832.